# Yukari Oshima

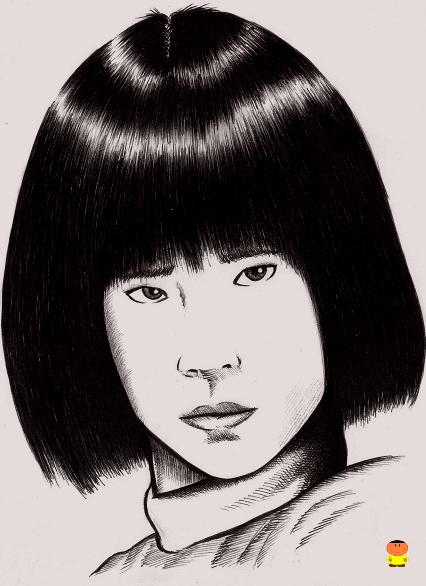
Yukari Oshima (Cynthia Luster)

Yukari Oshima (大島由加里 Ōshima Yukari, nascida a 31 de Dezembro de 1963), é uma actriz e artista marcial japonesa. Oshima (também conhecida como Cynthia Luster) ganhou fama em Hong Kong e tornou-se a contrapartida feminina de Jackie Chan no país, fazendo dela um nome conhecido nas famílias filipinas durante essa época.
Nascida Tsumura Yukari (津村ゆかり) em Nishi-ku, Fukuoka, no Japão, de pai homem de negócios e designer de moda de sucesso japonês e de mãe chinesa, Yukari começou a estudar Karate Goju-ryu Seigokan no Dojo Ennouji do Shihan Kasunobu Miki, ainda adolescente.
Ela foi uma das mais brilhantes artistas marciais femininas nos anos 80 e uma dos principais actrizes do cinema de acção de Hong Kong. Fica conhecida no papel de "Gata Farrah" em "Bioman", que foi para o ar originalmente no Japão, mas também a nível mundial. No entanto ela é mais conhecida para o público ocidental como Yomi, em "Riki-Oh". Depois da sua carreira em Hong Kong terminar, parte para as Filipinas na década de 1990 e passa a usar o nome artístico de Cynthia Luster.
Oshima reside em Fukuoka, no Japão, onde tem promovido o turismo na cidade. É comummente conhecida no público ocidental como a actriz dos centros comerciais "Marlboro Lite" (no final de 1990).

## Filmes
- Choudenshi Bioman (1984)
- Space Sheriff Shaider (1984)
- A Book of Heroes (1986)
- The Funny Family (1986)
- Millionaire's Express (1986)
- Angel (1987)
- Angel's Mission (1988)
- Burning Ambition (1989)
- Close Escape (1989)
- Final Run (1989)
- Framed (1989)
- Kung Fu Wonder Child (1989)
- Lucky Seven 2 (1989)
- A Punch to Revenge (1989)
- Brave Young Girls (1990)
- Midnight Angels (1990)
- Never Say Regret (1990)
- Outlaw Brothers (1989)
- That's Money (1990)
- The Angels (1991)
- Devil Cat (1991)
- Dreaming the Reality (1991)
- Godfather's Daughter's Mafia Blues (1991)
- Riki-Oh: The Story of Ricky (1991)
- Spiritually a Cop (1991)
- The Avenging Quartet (1992)
- Angel the Kickboxer (1992)
- Beauty Investigator (1992)
- The Big Deal (1992)
- The Direct Line (1992)
- Hard to Kill (1992)
- Fatal Chase (1992)
- Kickboxer's Tears (新龙争虎斗) (1992)
- Lover's Tear (1992) (cameo)
- Mission of Justice (1992)
- The Story of the Gun (1992)
- Win Them All (1992)
- Angel of Vengeance (1993)
- Angel Terminators II (1993)
- Ghost's Love (1993)
- Lethal Panther (1993)
- Love to Kill (1993)
- Project S (1993) (cameo)
- Serious Shock! Yes Madam! (1993)
- Ultracop 2000 (1993)
- Xing Qi Gong Zhi Tan Bi (1993)
- Once Upon a Time in Manila (1994)
- Deadly Target (1994)
- His Way, Her Way, Their Ways! (1994)
- Pintsik (1994)
- 1/3 Lover (1995)
- Drugs Fighters (1995)
- Emergency Call '95 (1995) (cameo)
- Power Connection (1995)
- Guardian Angel (1996)
- Tapang sa Tapang (1997) Jane Nakamoto
- Challenge (1997)
- Super Cops (1997)
- Tiger Angels (1997)
- Vengeance Is Mine (1997)
- Gold Rush (1998)[1]
- The Golden Nightmare (1998)
- Leopard Hunting (1998)
- To Kiss is Fatal (1998)
- Digital Warriors (1999)
- Double Sin (1999)
- It Takes a Thief (1999)[2]
- Legendary Amazons (2011)